# Wan-an
Wan-an (čínsky pchin-jinem Wàn'ān, znaky zjednodušené 万安, tradiční 萬安) je okres ležící na jihu městské prefektury Ťi-an v provincii Ťiang-si Čínské lidové republiky. Rozloha okresu je 2047 km², roku 2007 měl 303 000 obyvatel.